# Thomas Melville Dill
Thomas Melville Dill (23 de diciembre de 1876-7 de marzo de 1945) fue un prominente abogado, político y soldado de las Bermudas.

## Primeros años
Dill nació en la Parroquia de Devonshire, en la colonia británica de las Bermudas, hijo de Thomas Newbold Dill y Mary Lea Smith. La familia Dill se había establecido en las Bermudas en la década de 1630. Fue nombrado por un antepasado marinero, que había perdido su certificado de maestro después del naufragio del Cedrine, construida en las Bermudas, en la Isla de Wight, que estaba devolviendo los últimos trabajadores convictos desde el astillero naval real en las Bermudas a Gran Bretaña en 1863.

## Carrera militar
Dill entró en el incipiente Cuerpo de Rifles Voluntarios de Bermudas en 1895 como fusilero, antes de ser transferido a la Artillería de Milicia de Bermudas, una reserva de la Royal Artillery, como teniente. El Ejército Británico mantuvo una gran guarnición de unidades de artillería e infantería a tiempo parcial regular y para proteger el astillero naval real de Bermudas y otros activos estratégicos. Para 1914, el mayor Dill era el oficial al mando, pero le entregó esa posición a un subordinado con el fin de llevar primer contingente de la unidad para el Frente Occidental. Sirvió como parte de la guarnición de artillería más grande en el frente, el contingente de las Bermudas fue fuertemente elogiado por el mariscal de campo Douglas Haig. Después de la guerra, el comandante Dill volvió a Bermuda, reanudando su dominio de la AMB, de la cual se retiró en 1928 con el grado de coronel.

## Carrera legal y política
Además de su papel como oficial militar, Dill persiguió una carrera legal, llegando a ser procurador general de las Bermudas. Entró en la política, y sirvió como miembro del Parlamento colonial por Devonshire de 1904 hasta 1938. También fue un ávido historiador, cuyos artículos fueron publicados en la Bermuda Historical Quarterly.

## Vida personal
Dill se casó con Ruth Rapalje Neilson el 15 de octubre de 1900, y tuvieron varios hijos, algunos de los cuales le siguieron a posiciones de prominencia en las Bermudas o en el extranjero. Sus hijos fueron Ruth Rapalje Dill, Thomas Newbold Dill, Nicholas Bayard Dill, Laurence Dill, Helen Dill, Frances Rapalje Dill y Diana Dill. Sir Bayard Dill fue oficial en los Ingenieros Voluntarios de las Bermudas, miembro fundador de la firma de abogados Conyers, Dill & Pearman (que desempeñó un papel importante en el desarrollo de las Bermudas como un centro de negocios en el extranjero), y un prominente político que fue nombrado caballero en 1951. También tuvo un papel clave en la negociación del acuerdo con los Estados Unidos por sus bases militares y navales en las Bermudas durante la Segunda Guerra Mundial. Ruth Dill estuvo casada con John Seward Johnson I, heredero de la fortuna Johnson & Johnson. Sus hijos incluyen a Mary Lea Johnson Richards, John Seward Johnson II y Diana Firestone. Diana Dill se trasladó a los Estados Unidos y se convirtió en actriz. Estuvo casada con el actor Kirk Douglas, con quien tuvo dos hijos, el actor y productor Michael Douglas, y el productor Joel Douglas. Su nieto, el reverendísimo Nicholas Dill (de la Iglesia Anglicana de las Bermudas), fue instalado como obispo de las Bermudas el 29 de mayo de 2013.

## Muerte
Dill murió de un ataque al corazón el 7 de marzo de 1945, tras las heridas sufridas durante una caída en febrero. Fue elogiado en la primera página de The Royal Gazette.